# Supertaça Cândido de Oliveira de 2013
A Supertaça Cândido de Oliveira de 2013 foi a 35ª edição da Supertaça Cândido de Oliveira. O Futebol Clube do Porto venceu esta edição derrotando o Vitória de Guimarães por 3–0.

## Partida
| 10 de agosto de 2013 | FC Porto                                            | 3 – 0 | Vitória de Guimarães | Estádio Municipal de Aveiro, Aveiro |
| 20:45 UTC            | Licá 5' · Jackson Martínez 17' · Lucho González 45' |       |                      | Árbitro: Artur Soares Dias          |

| FC Porto | V. Guimarães |

## Campeão
| Supertaça Cândido de Oliveira 2013 |
| ---------------------------------- |
| Porto 20º Título                   |